# Cosmetra
Cosmetra es un género de polillas tortrícidas perteneciente a la tribu Eucosmini, de la subfamilia Olethreutinae, orden Lepidoptera. Fue descrito por Alexey Nikolaievich Diakonoff en 1977.

## Especies
- Cosmetra accipitrina  (Meyrick, 1913)
- Cosmetra anepenthes  (Razowski y Trematerra, 2010)
- Cosmetra anthophaga Diakonoff, 1977
- Cosmetra brunnescens  Razowski, 2014
- Cosmetra calliarma  (Meyrick, 1909)
- Cosmetra fibigeri  Aarvik, 2016
- Cosmetra juu  Aarvik, 2016
- Cosmetra larseni  Aarvik, 2016
- Cosmetra latiloba (Razowski y Trematerra, 2010)
- Cosmetra multidentata  Aarvik, 2016
- Cosmetra nereidopa  (Meyrick, 1927)
- Cosmetra neka  Razowski y Brown, 2009
- Cosmetra podocarpivora  Razowski y Brown, 2012
- Cosmetra rythmosema Diakonoff, 1992
- Cosmetra spiculifera  (Meyrick, 1913)
- Cosmetra taitana  Razowski y Brown, 2012
- Cosmetra thalameuta  (Meyrick, 1918)
- Cosmetra truncana  Aarvik, 2016
- Cosmetra tumulata  (Meyrick, 1908)
- Cosmetra usumbarensis  Aarvik, 2016